# Cornelia Beddies

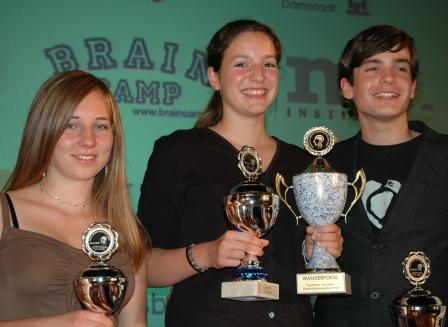
Beddies (links) auf der deutschen Gedächtnismeisterschaft 2005

Cornelia Beddies (* 16. Oktober 1988) ist eine deutsche Gedächtnissportlerin.
Beddies wurde 2004 durch diverse TV-Auftritte von Gedächtnissportlern auf den Gedächtnissport aufmerksam. Ende 2004 kaufte sie sich zwei Bücher von Gunther Karsten und Christiane Stenger und eignete sich spezielle Gedächtnissysteme an. Anschließend nahm sie an der süddeutschen Meisterschaft 2005 teil und gewann das Turnier. 2006 wurde sie Frauengedächtnisweltmeisterin.

## Gedächtnisleistungen (Auszüge)
- Einprägen von 751 Binärziffern in fünf Minuten
- Merken von 330 Dezimalziffern in fünf Minuten
- Memorieren eines gut-gemischten Kartenstapels mit 52 Blatt in 53,38 Sekunden
- Auswendiglernen von 66 historischen Daten in fünf Minuten[1]